# ۴:۴۴ (آلبوم جی زی)
۴:۴۴ چهاردهمین آلبوم استودیویی و سیزدهمین آلبوم تک نفره رپر آمریکایی، جی زی می‌باشد که آن در تاریخ ۳۰ ژوئن سال ۲۰۱۷ از طریق راک نیشن منتشر شد. تهیه‌کنندگی این آلبوم تنها توسط نو آیدی انجام شده که در بعضی آهنگ‌ها جی زی نیز به او کمک کرده‌است. خوانندگان مهمان در این آلبوم فرانک اوشن، دیمیان مارلی (پسر باب مارلی) و گلوریا کارتر (مادر جی زی) می‌باشند. ۴:۴۴ منحصراً توسط اسپرینت و سرویس تیدال منتشر شد و برای اولین بار بود در یک سری از موسیقی اسپرینت و تیدال به‌طور اختصاصی با هم همکاری می‌کنند.

## لیست آهنگ
پدید آورندگان توسط تیدال منتشر شده‌است. تهیه‌کننده تمام آهنگ‌ها «نو آیدی» می‌باشد که در آهنگ‌های ۲ تا ۴، ۸ و ۱۰ خود جی زی نیز همکاری کرده.
| شماره      | نام                                                             | نویسنده(ها)                                                               | مدت   |
| ---------- | --------------------------------------------------------------- | ------------------------------------------------------------------------- | ----- |
| ۱.         | «جی زی رو بکش (Kill Jay Z)»                                     | شاون کارتر نو آیدی آلن پارسونز اریک ولفسان                                | ۲:۵۸  |
| ۲.         | «داستان او. جی (.The Story of O.J)»                             | کارتر نو آیدی نینا سیمون جین رد جیمی کراسبی                               | ۳:۵۲  |
| ۳.         | «لبخند (Smile)» (به همراه گلوریا کارتر)                         | کارتر نو آیدی استیوی واندر                                                | ۴:۵۰  |
| ۴.         | «چشم‌های آنها را گرفت (Caught Their Eyes)» (به همراه فرانک اوشن) | کارتر نو آیدی فرانک اوشن رندی نیومن                                       | ۳:۲۶  |
| ۵.         | «۴:۴۴»                                                          | کارتر نو آیدی کنان کنی                                                    | ۴:۴۴  |
| ۶.         | «دشمن خانوادگی (Family Feud)» (به همراه بیانسه)                 | کارتر نو آیدی توینکی کلارک بیانسه نولز                                    | ۴:۱۱  |
| ۷.         | «بَم (Bam)» (به همراه دیمیان مارلی)                              | کارتر نو آیدی الفین راسل دیمیان مارلی وینیستون رایلی جیکوب میلر راجر لویس | ۳:۵۵  |
| ۸.         | «مهتاب (Moonlight)»                                             | کارتر نو آیدی لارین هیل وایکلف ژان پراس سلام رمی تینا ماری آلن مک گریر    | ۲:۲۴  |
| ۹.         | «منو عفو کن (Marcy Me)»                                         | کارتر نو آیدی جوزه سید توزه بریتو د دریم                                  | ۲:۵۴  |
| ۱۰.        | «میراث (Legacy)»                                                | کارتر نو آیدی دانی هاتاوی ادوارد هاوارد                                   | ۲:۵۷  |
| مجموع مدت: | مجموع مدت:                                                      | مجموع مدت:                                                                | ۳۶:۱۱ |

| آهنگ‌های جایزه در سرویس تیدال و سی‌دی | آهنگ‌های جایزه در سرویس تیدال و سی‌دی                                                   | آهنگ‌های جایزه در سرویس تیدال و سی‌دی                                                  | آهنگ‌های جایزه در سرویس تیدال و سی‌دی |
| شماره                               | نام                                                                                   | نویسنده(ها)                                                                          | مدت                                 |
| ----------------------------------- | ------------------------------------------------------------------------------------- | ------------------------------------------------------------------------------------ | ----------------------------------- |
| ۱۱.                                 | «آدنیس (Adnis)»                                                                       | کارتر جیمز بلیک نو آیدی                                                              | ۲:۲۶                                |
| ۱۲.                                 | «فری‌استایل بلو/ما خانواده ایم (Blue's Freestyle/We Family)» (به همراه بلو ایوی کارتر) | کارتر نو آیدی توتو لا مومپوسینا                                                      | ۴:۲۳                                |
| ۱۳.                                 | «منی با خدا مواجه شد (MaNyfaCedGod)» (به همراه جیمز بلیک)                             | کارتر نو آیدی جیمز بلیک مونت کیمبی سیلویا رابینسون مایکل بورتون جری پیترز آنیتا پوری | ۳:۱۸                                |
| مجموع مدت:                          | مجموع مدت:                                                                            | مجموع مدت:                                                                           | ۴۶:۱۸                               |